# Еверет Ворнер
Еверет Лонглі Ворнер (англ. Everett Longley Warner; 16 липня 1877 — 20 жовтня 1963) — американський художник-імпресіоніст і гравер, а також один з провідних камуфлерів ВМС США під час обох світових воєн.

## Перші роки
Ворнер народився в маленькому містечку Вінтон, штат Айова, де його батько був адвокатом. Його мати походила з роду видатних місіонерів (сім'я Ріггсів), які роками активно працювали з індіанцями Сіу в Дакоті, перекладаючи та зберігаючи їхню традиційну мову. Ворнер провів частину свого дитинства в Айові, потім переїхав до Вашингтона, округ Колумбія, коли його батька призначили екзаменатором у Бюро пенсійного забезпечення.
Закінчуючи середню школу, він одночасно відвідував уроки в Коркоранському музеї та Лізі студентів мистецтв Вашингтона. Після цього він кілька років працював мистецтвознавцем у вашингтонській Evening Star. У 1900 році він переїхав до Нью-Йорка і навчався в Лізі студентів-художників у Джорджа Бріджмена та ілюстратора Волтера Кларка. Невдовзі його роботу було відібрано для включення в деякі з найпрестижніших художніх конкурсів країни в Чиказькому художньому інституті, Пенсильванській академії витончених мистецтв та Національній академії дизайну.

## Художня кар'єра
У 1903 році, заробивши від продажу своїх картин достатні гроші, Ворнер здійснив вояж до Європи (і через чотири роки повторив його знову), де навчався в Парижі в Академії Жуліана, а також здійснив поїздки до Італії, Німеччини, Іспанії, Нідерландів та інших країн. Повернувшись назавжди до США в 1909 році, він приєднався до колонії художників Олд-Лайм в Олд-Лаймі, штат Коннектикут, яка (за підтримки мецената Флоренс Ґрісуолд) стала відомим центром американського імпресіонізму. Одним із провідних учасників цієї колонії був Чайлд Хассам, який був близьким соратником Еббота Г. Теєра, художника, який був широко відомий своїми теоріями природного камуфляжу.
У 1915 році на Панамсько-Тихоокеанській міжнародній виставці в Сан-Франциско Ворнер отримав срібну медаль у категорії живопису та бронзову медаль у гравюрі. Чільне місце на цій Всесвітній виставці займали алегоричні скульптури художниці Шеррі Едмундсон Фрай, народженої в Айові, яка була нагороджена срібною медаллю і яка через кілька років об'єдналася з художником з Нью-Гемпшира Баррі Фолкнером (двоюрідним братом Тейєра), щоб заснувати художній «камуфляжний корпус». За іронією долі, приблизно в цей час у кар'єрних перспективах усіх цих молодих художників, багато з яких були дуже обдарованими, почався неминучий занепад, головним чином через інтерес до сучасного мистецтва, яке було гучно представлено американській публіці в 1913 році на відомий нью-йоркський Armory Show. Як зазначила Гелен К. Фускас у книзі A World Observed: The Art of Everett Longley Warner, «Представляючи європейський модернізм у цій країні, Armoury Show [зрештою] змусив американський імпресіонізм здаватися собі явно старомодним і нецікавим». У наступні роки Ворнер та інші продовжували працювати як художники, виставлятись та здобувати нагороди, але вони так і не досягли того рівня, якого могли колись очікувати.

## Камуфляж корабля часів Першої світової війни
Коли США вступили в Першу світову війну в 1917 році, Ворнер шукав способи зробити свій внесок у задоволення військових потреб країни. Він розглядав низку варіантів і навіть подав заявку на вступ до американського камуфляжного корпусу. Протягом багатьох років одним із його найближчих друзів був Чарльз Біттінгер (1879—1970), вчений з освітою Массачусетського технологічного інституту. Біттінгер був одночасно художником, що отримав освіту в Парижі і який згодом зіграє видатну роль у камуфляжі кораблів Другої світової війни. Можливо, через Біттінгера Управління судноплавства США звернулося до Ворнера (влітку 1917 року) з проханням реалізувати схему маскування, запропоновануТомасом А. Едісоном. Використовуючи чіткі інструкції Едісона, Ворнер застосував цей камуфляж на колишньому німецькому океанському лайнері SS Ockenfels. Хоча задум полягав в створенні «невидимого корабля», натомість він був не тільки добре помітним, але й невдало спроектованим, у результаті чого елементи маскування на носі корабля відвалились ще до того, як корабель покинув гавань Нью-Йорка. Згадуючи про це фіаско, Ворнер казав: «Згодом я став прихильником деформаційних шаблонів, які ускладнювали атаку на корабель, а не заважали спробам його побачити».
Через кілька місяців Ворнер представив уряду США власний план маскування корабля. Відповідно до існуючих записів, він стверджував, що «неможливо зробити корабель невидимим з підводного човна, тому що він майже завжди окреслювався на фоні неба і, отже, з'являвся в силуеті. Тому його пропозиція полягала в тому, щоб розбити силует таким чином, щоб ворогу було дуже важко оцінити дальність до цілі». Цей метод, офіційно відомий як система Ворнера, був одним із шести засобів маскування, схвалених США, а інші були розроблені Джорджем де Форестом Брашем (у партнерстві зі своїм сином Джеромом Брашем та Ебботом Теєром), Вільямом Маккеєм, Льюїсом Едвардом Герцогом, Максиміліаном Точем і людиною на ім'я Ватсон.
У лютому 1918 року Ворнер отримав звання лейтенанта Військово-морських резервів США і його було призначено керувати проектним підрозділом (у Вашингтоні, округ Колумбія) новоствореного американського Підрозділу камуфляжу. Серед його колег-дизайнерів камуфляжу були Фредерік Джад Во (мариніст), Гордон Стівенсон (портретист), Джон Грегорі (скульптор британського походження), Кеннет Макінтайр, М. О'Коннелл (художник-рекламіст), М. Неш і флотський прапорщик на прізвище Річардсон. Одночасно в компанії Eastman Kodak у Рочестері, штат Нью-Йорк, було створено дослідницький підрозділ під керівництвом лейтенанта Лойда А. Джонса, оптика-фізіолога. Офіцером, відповідальним за обидва підрозділи, був лейтенант Гарольд Ван Баскірк.
Створення американського спеціального Підрозділу камуфляжа значною мірою базувались на досвіді британців, які створили подібну організацію в 1917 році. Британським підрозділом керував художник Норман Вілкінсон, якого вважають відкривучем та першим практиком застосування сліпучого камуфляжа. У березні 1918 року Вілкінсон чотири тижні перебував у відрядженні в США. де він консультував з питань створення підрозділу камуфляжа ВМС США. Еверет Ворнер супроводжував його під час візиту до США, протягом якого Вілкінсон читав лекції в портах Бостона, Нью-Йорка, Філадельфії та Норфолка про форму, призначення та застосування сліпучого камуфляжа).

## Пейзажі з повітря
Після закінчення Першої світової війни у 1919 році, ВМС не поспішали надати Ворнеру звільнення. Знудьгований і розчарований, він придумав експеримент з малюванням, за допомогою якого він міг би з користю використати той час, що залишався на флоті. Протягом трьох-чотирьох тижнів він організовував щоденні спостережні польоти на військових гідролітаках над такими районами, як Нью-Йорк і східне узбережжя. Він став одним із перших художників, які створювали пейзажі з повітря. Він розширив свій експеримент, зробивши великі картини з маленьких, які він зробив у польоті. Під час планування виставки йому спало на думку, що картини не повинні висіти на стіні, а лежати горизонтально на підлозі зображенням вгору, а глядачі дивитимуться на них збоку, під косим кутом (анаморфоз), тим самим посилюючи відчуття глибини.

## Викладання
Протягом 18 років, з 1924 по 1942 рік, Ворнер був ад'юнкт-професором живопису та дизайну в Коледжі образотворчих мистецтв Технологічного інституту Карнегі в Піттсбурзі, штат Пенсільванія. Звісно, не випадково той, хто найняв його на цю посаду, Гомер Сен-Годенс (син відомого скульптора Августа Сен-Годенса), був офіцером Камуфляжного корпусу американської армії під час Першої світової війни. Нан Шітс був серед художників, які навчалися у нього.

## Камуфляж Другої світової війни
На початку 1941 року, після перегляду кінохроніки, яка демонструвала, як він вважав, аматорський сліпучий камуфляж на кораблях Королівського флоту, він написав листа до ВМС США, запропонувавши свої послуги. У той час ВМС не передбачали використання деформаційних схем камуфляжу на кораблях і відхилили його пропозицію. Влітку 1942 року, після вступу США у Другу світову війну, Ворнера (тоді йому було 65 років) запросили повернутися до ВМС, щоб служити головним цивільним помічником командувача Чарльза Біттінгера (його близького друга з попередніх років) у розробці. корабельного камуфляжу. Оскільки за роки після Першої світової війни змінилися методи спостереження, змінилися й потреби кораблів в маскуванні. У той час як більшість камуфляжів американських кораблів Другої світової війни були також деформаційним, їх новий стриманий геометричний стиль (в стилі сучасного мистецтва) значно відрізнявся від сліпучого дизайну попередньої війни. Серед тих, хто працював з Ворнером над розробкою нових дизайнів, були Беннет Бак, Шеффілд Кагі, Вільям Волтерс, Артур Конрад і Роберт Р. Хейс.

## Пізні роки
Наприкінці Другої світової війни Ворнер був звільнений з флоту. У віці 68 років він залишив викладацьку справу та оселився зі своєю родиною у Вестморленді, штат Нью-Гемпшир. Його спроби відродити свою художню кар'єру, хоч і заслуговували на захоплення, виявилися менш успішними, ніж він сподівався, і (згадуючи свої ранні дні як мистецтвознавця) він поступово відмовився від мистецтва на користь написання та публікації статей.
Еверет Лонглі Ворнер помер від серцевого нападу 20 жовтня 1963 року у віці 86 років. Через дев'ять років його художня майстерня була знищена у великій пожежі, і багато його картин, малюнків, листів, нотаток і моделей кораблів з проектами камуфляжів були трагічно втрачені.